# Cirrus-card

Logotyp sedan 14 juli 2016.

Cirrus är ett varumärke och acceptansmärke som ägs av Mastercard. Logotypen består av två delvis överlappande cirkelskivor, i ljust blått och mörkt blått, samt texten "Cirrus". 

## Användningsområde
Cirrus-logotypen används av Mastercard-medlemmar för att markera bankomater som tar emot korten. För Visa heter motsvarande nätverk Plus och för Discover Card Pulse. I USA används märket också av butiker som accepterar denna typ av automatkort som betalningsmedel. Cirrus ersätter därmed de tidigare nationella bankomat-korten, med det svenska Bankomatmärket.

## Samarbete med externa parter
Mastercard och Diners Club International, hade ett samarbete mellan 2003 och 2010 om att kort utgivna av Diners Club fick förses med Cirrus-logotypen och därmed fungera i de bankomater som var anslutna till Mastercard-nätverket.